# Acanthopsyche desertella
Acanthopsyche desertella är en fjärilsart som beskrevs av Igor Kozhanchikov 1956. Acanthopsyche desertella ingår i släktet Acanthopsyche och familjen säckspinnare. Inga underarter finns listade i Catalogue of Life.